# Origen del topónimo Chile

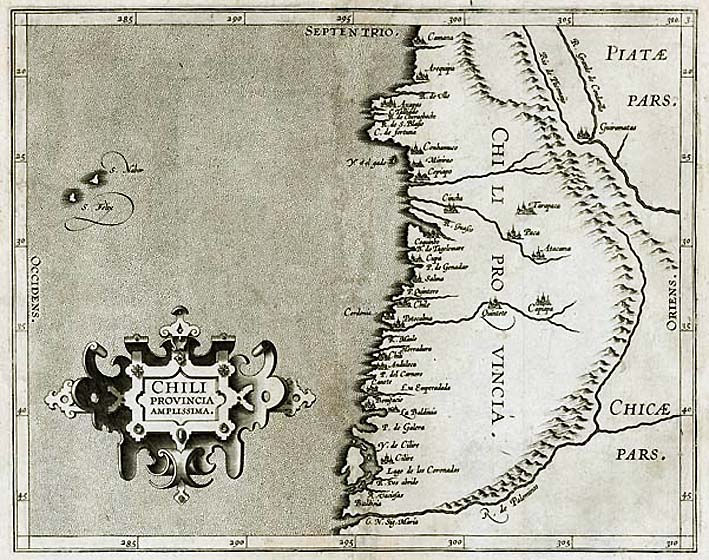
Chile en el primer atlas sobre América: Descriptionis Ptolemaicæ augmentum, sive Occidentis notitia brevi commentario illustrata, publicado por Cornelis Wytfliet y Jan Bogaert en Lovaina en 1597

El origen del topónimo «Chile» ha sido discutido desde fines del siglo XVI. Aunque se desconoce su procedencia exacta, existen referencias que indican que, antes del descubrimiento de América en 1492, las tierras situadas al sur del desierto de Atacama ya se llamaban «Chili» en la tradición indígena.
A partir del periodo de la conquista, y tras instalarse en las gobernaciones de Nueva Castilla y Nueva Toledo, los españoles siguieron llamando «Chili» a la región del sur —que recibió de los conquistadores la denominación «Nueva Extremadura» o «Reino de Nueva Extremadura», que no prevaleció; también conocida como «valle de Chile», «Reino de Chile» o «Capitanía general de Chile»—, nombre que se extendió posteriormente a todo el actual país.
Desde el periodo colonial, tanto entre autores extranjeros como chilenos, han surgido varias teorías que suponen el origen del topónimo en distintas voces —provenientes de las lenguas aimara, mapuche y quechua— y en antiguos hidrónimos indígenas.
Tras la declaración de independencia del país, el director supremo Bernardo O'Higgins decretó el uso del gentilicio «chilenos» en la documentación oficial para todos los nacidos en el territorio de Chile, incluidos los aborígenes, el 3 de junio de 1818. El director supremo Ramón Freire promulgó el uso del topónimo «Chile» para designar oficialmente al país el 30 de julio de 1824.

## Primeras referencias

### Indígenas

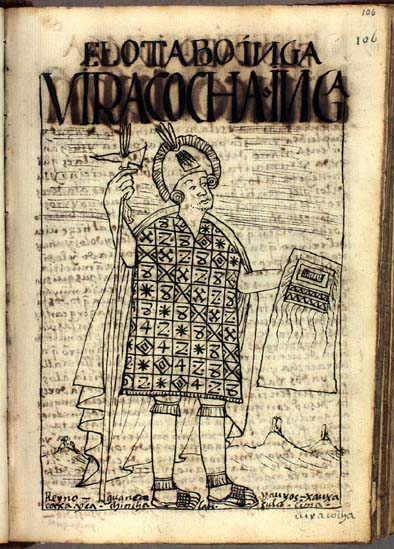
Huiracocha Inca

Antes del descubrimiento de América (12 de octubre de 1492), la voz de la que proviene el topónimo «Chile» ya era conocida por los pueblos precolombinos que habitaban en la actual provincia de Tucumán, en la región noroeste de Argentina. La más antigua referencia conservada al respecto la entregó el escritor e historiador Inca Garcilaso de la Vega, quien escribió sobre el encuentro entre «embajadores del reino llamado Tucma» y Huiracocha Inca (octavo rey del Cuzco, h. 1400-1438), ocurrido en la provincia de Charcas a principios del siglo XV:

[...] Los embajadores [dijeron al Inca a su partida:] «te hacemos saber que, lejos de nuestra tierra, entre el sur y el poniente, está un gran reino llamado Chili, poblado de mucha gente, con los cuales no tenemos comercio alguno por una gran cordillera de sierra nevada que hay entre ellos y nosotros; mas la relación tenémosla de nuestros padres y abuelos [...]». El Inca mandó tomar por memoria aquella relación, y dio licencia a los embajadores para que se volviesen a sus tierras.
Capítulo 25, libro 5, parte 1, Comentarios Reales de los Incas (1609), pp. 255-257.

Aproximadamente entre 1481 y 1485, Túpac Yupanqui (décimo rey del Cuzco, 1471-1493) realizó una expedición de conquista que resultó en la incorporación al Imperio incaico de la mitad norte del actual territorio chileno, hasta el río Maule, conformando los huamanis de Coquimbo (centrado en el valle del Elqui) y de Chili (centrado en el valle del Aconcagua). Al respecto, el cronista y religioso jesuita Diego de Rosales escribió:

[En Cuzco,] donde el Inga juntaba el cuerpo del exercito para la conquista de Chile, se conservan hasta oy las memorias deste nombre en las historias y relaciones de sus historiadores y cronistas, que son los quipos [...] Y en estos ay ilos y nudos que refieren [a Chile], la fertilidad y riqueza de esa tierra.
Capítulo 1, libro 2, tomo 1, Historia general del Reino de Chile: Flandes Indiano y Nueva Extremadura (1674), pp. 186-187 (ortografía original).

### Españolas

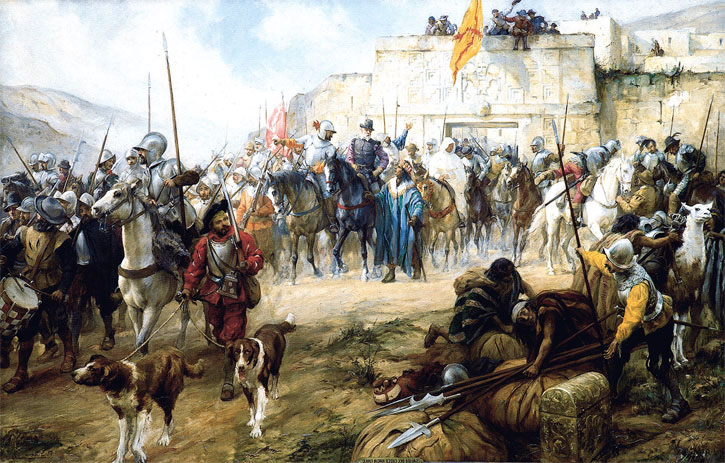
Expedición de Almagro a Chile

Tras la caída del Imperio incaico, ocasionada por la toma de Cuzco a fines de julio de 1533, y las capitulaciones del rey Carlos I en 1534, los españoles intentaron hacerse con las tierras del «valle de Chile». Después de haber recibido noticias de ellas por parte de los antiguos incas de Cuzco e incentivado por el conquistador Francisco Pizarro, el adelantado Diego de Almagro partió con su expedición hacia el sur el 3 de julio de 1535.
Luego del regreso a Cuzco de Almagro y sus hombres, dos de ellos, Pedro Cermeño y Juan López, fueron citados a declarar en una probanza a instancia del procurador mayor de Lima. Durante este proceso, se registró por primera vez de manera escrita el nombre «Chile» el 29 de septiembre de 1537:

El mariscal don Diego de Almagro ha quitado muchos repartimientos [...] y los ha repartido a los que él traía consigo de Chile.

Quel dicho mariscal [...] mandaba a los dichos indios que no los sirviesen, salvo a los que con él vinieron de Chile.
Pedro Cermeño y Juan López,
Probanza a instancia del Procurador Mayor de Lima, sobre haber vuelto don Diego de Almagro al Cuzco con gente armada, haciendo graves daños y perjuicios (1537), pp. 433 y 437.

## Extensión geográfica
Tras la incorporación de la mitad norte del actual territorio chileno al Imperio incaico a fines del siglo XV, el nombre sirvió para designar originalmente el valle del Aconcagua —habitado por los picunches, rama septentrional del pueblo mapuche—, donde se encontraba el centro político del huamani o provincia de Chili, cuyos límites administrativos se habrían extendido entre los valles del Choapa por el norte y del Maipo o del Maule por el sur.
En el valle del Aconcagua, se instalaron el apunchic o máxima autoridad inca, Quilicanta, y sus dos curacas o jefes locales, Michimalonco y Trangolonco, quienes gobernaban respectivamente los dos sayas o sectores en los que se había dividido dicho valle: «Aconcagua», el hanansaya o sector de arriba, alto u oriental; y «Chile», el hurinsaya o sector de abajo, bajo u occidental.
Según Alonso de Ercilla en el prólogo del primer volumen del poema épico La Araucana (1569), «cuando [los españoles] entraron en la tierra, como iban en demanda del valle de Chile, llamaron Chile á [sic] toda la provincia hasta el estrecho de Magallanes».
En Chiloé a principios del siglo XX, el topónimo «Chile» y el gentilicio «chileno» se aplicaban al territorio y la gente «desde Valdivia exclusive» hasta la frontera norte del país.

## Teorías sobre su origen

### Antecedentes
Sobre el origen preciso del topónimo, el historiador e investigador José Toribio Medina afirmó que «todos los autores que en la época de la Colonia i hasta en tiempos posteriores se dedicaron al estudio de nuestra historia, se han afanado con natural i empeñosa curiosidad en indagar cuál sea el oríjen del nombre que se diera a la angosta faja de terreno que ocupaban los pueblos que allí habitaban en tiempo de la venida de los vasallos del rei de España» (ortografía original).
En los últimos cinco siglos, tanto entre autores extranjeros como chilenos, han surgido varias teorías que suponen el origen del topónimo «Chile» en distintas voces —provenientes de las lenguas aimara, mapuche y quechua— y en antiguos hidrónimos indígenas. Cronológicamente, esas teorías son las siguientes:

### Distintas voces indígenas

#### chiri(quechua)

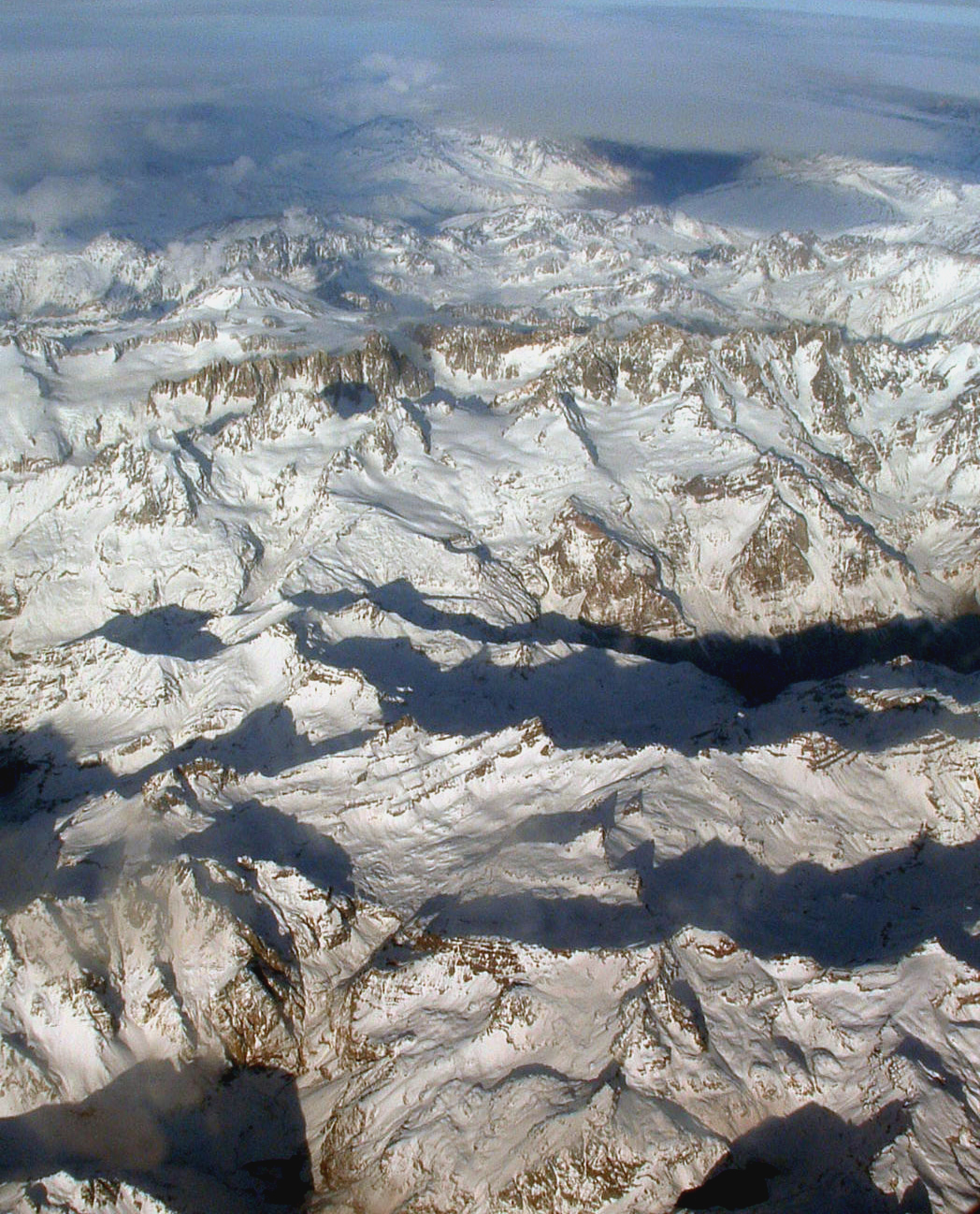
Foto aérea de una sección de los Andes entre Argentina y Chile

En la segunda mitad del siglo XVI, la teoría de que el apelativo sería originario de la palabra quechua chiri ('frío, helado') fue referida por el cronista e historiador Agustín de Zárate; posteriormente, tanto el cronista e historiador Jerónimo de Vivar como el soldado y escritor Alonso González de Nájera se adscribieron a ella:

[L]a provincia que descubrió y pobló el gobernador Pedro de Valdivia [...] se llama Chili, que en lengua de indios quiere decir frio, por causa de los grandes frios que para llegar á ellos se pasan.
Capítulo 7, libro 1, Historia del descubrimiento y conquista de la Provincia del Perú (1555), p. 468 (ortografía original).

Fue en el tiempo del invierno cuando allí estuvieron [el Adelantado don Diego de Almagro con cuatrocientos hombres y seiscientos caballos y gran copia de gastadores], y aquel año fue furioso y tempestuoso [...] Decíanle los indios a don Diego de Almagro que eran unos indios que habían traído del Pirú que hacía en este valle [de Aconcagua] anchachire, que quiere decir "gran frío". Quedole al valle el nombre de Chire. Corrompido el vocablo le llaman Chile, y de este apellido tomó la gobernación y reino el nombre que hoy tiene.
Capítulo 26, tomo 2, Crónica y relación copiosa y verdadera de los Reinos de Chile (1558), pp. 37-38 (ortografía original).

[...] Chile quiere decir frio en lengua de algunos de sus naturales, nombre que le fué dado por ser excesivamente frios los vientos que corren de sus nevadas sierras en tiempo de invierno.
Libro 1, relación 1, Desengaño y reparo de la guerra del Reino de Chile (1614), p. 27 (ortografía original).

Se mostraron críticos con esta teoría el explorador francés Amédée-François Frézier, quien visitó Chile a principios del siglo XVIII; el escritor e historiador Felipe Gómez de Vidaurre, el cronista Vicente Carvallo y Goyeneche, José Pérez García y Stanislas-Marie-César Famin (1799-1853), viajero galo que estuvo en el país a principios del siglo XIX, quienes comentaron respectivamente:

Son montañas formidables que separan a Chile de Perú, donde el frío es a veces tan intenso que uno muere congelado [...] de aquí, dicen algunos historiadores, proviene el nombre de Chile, que quiere decir frío. Aunque detrás de esas montañas el país es muy templado.
«Descripción del puerto de Caldera», parte 1, Relación del viaje por el mar del sur (1716), p. 134.

Quien del significado de la palabra Chile (que pretenden sea frío) ha pensado darle la denominación, apoyando esta su opinión con lo sucedido a Almagro en la entrada a este Reino, y lo que sucede con los que pasan la cordillera en mal tiempo; pero esto es falso y muy mal entendido, porque ni a Almagro se le murió tanta gente por causa del frío, sino por falta de provisiones, ni tampoco todo el Reino es cordillera.
Capítulo 2, libro 1, Historia geográfica, natural y civil del Reino de Chile (1789), p. 13 (ortografía original).

Este país [...] es comunmente llamado Reino de Chile, cuya etimolojía está sujeta a ridículas opiniones [...] Una [idea] quiere, que la denominacion Chile, venga de la voz Chire, que en el idioma quíchua de Perú, significa, frio, por el que esperimentaron las tropas peruanas cuando entraron a su conquista.
Parte 2, capítulo 1, Descripcion historico-jeográfica del Reino de Chile (1796), (ortografía original).

Muchos varian en la causa que al nombre de Chile dió el origen [...] Dánle algunos autores la voz frio por origen, y por el mucho que sintieron los indios del Perú cuando le conquistaron, llamaron á Chile frio, porque el frio en su idioma se llama chile. No lo creemos, asi porque no es tan terminante la voz en la lengua quichua, que era la general, pues en ella el frio se llama chiyre, como porque la primera entrada que hicieron en Chile los peruleros no fue por la cordillera, en que hubieran experimentado frio, sinó por la costa de Atacama en que no hace frio; y, en fin, porque no es tan frio Chile.
Capítulo 7, tomo 1, Historia natural, militar, civil y sagrada del Reino de Chile (1810), p. 37-38 (ortografía original).

Segun Zarate, chile se deriva de chil, que en lengua peruana significa frio; este nombre se daria tal vez á la comarca que forma el objeto de esta noticia, á causa de las nevadas montañas que la rodean, aunque esta opinion es poco satisfactoria.
«Etimolojía», Historia de Chile (1839), pp. 1-2 (ortografía original).

#### tili(mapuche) ochili(quechua)
En la segunda mitad del siglo XVII, el cronista jesuita Diego de Rosales postuló que el nombre provendría o del epónimo mapuche Tili —el cacique picunche que habría gobernado el valle del Aconcagua a la llegada de los incas en su expedición de conquista de fines del siglo XV—, o del vocablo quechua chili ('la flor y nata de la tierra'):

El nombre de este Reyno de Chile [lo] tomó de un cacique de mucho nombre que vivia en Aconcagua y era señor de aquel valle quando entraron los Capitanes del Ynga a intentar la conquista deste Reyno, el qual cacique se llamaba Tili, y corrompiendo el vocablo los del Perú [...], le llamaban Chilli o Chili, tomando toda la tierra el nombre deste cacique.

Aunque [...] parece que los indios del Perú mudaron la pronunciacion del nombre Tili en el de Chili, por cuanto les sonaba mejor y era mas conforme a su lengua general quichua. Porque en el valle de Casma hai un campo y pueblo de indios del Perú llamado Chili [...] Y como en su lengua Chili significa la nata i flor de la tierra, como enseñan los curiosos y eruditos en la lengua quichua [...] los primeros conquistadores del Perú que entraron en Chile, ya por parecerse al nombre del cacique Tili, ya porque esta tierra les pareciese fertil y la nata de otras, la llamaron Chili, y esse nombre cogieron los Españoles, pronunciando Chile o Chili.
Capítulo 1, libro 2, tomo 1, Historia general del Reino de Chile: Flandes Indiano y Nueva Extremadura (1674), p. 185 (ortografía original).

#### chiliotrile(mapuche)

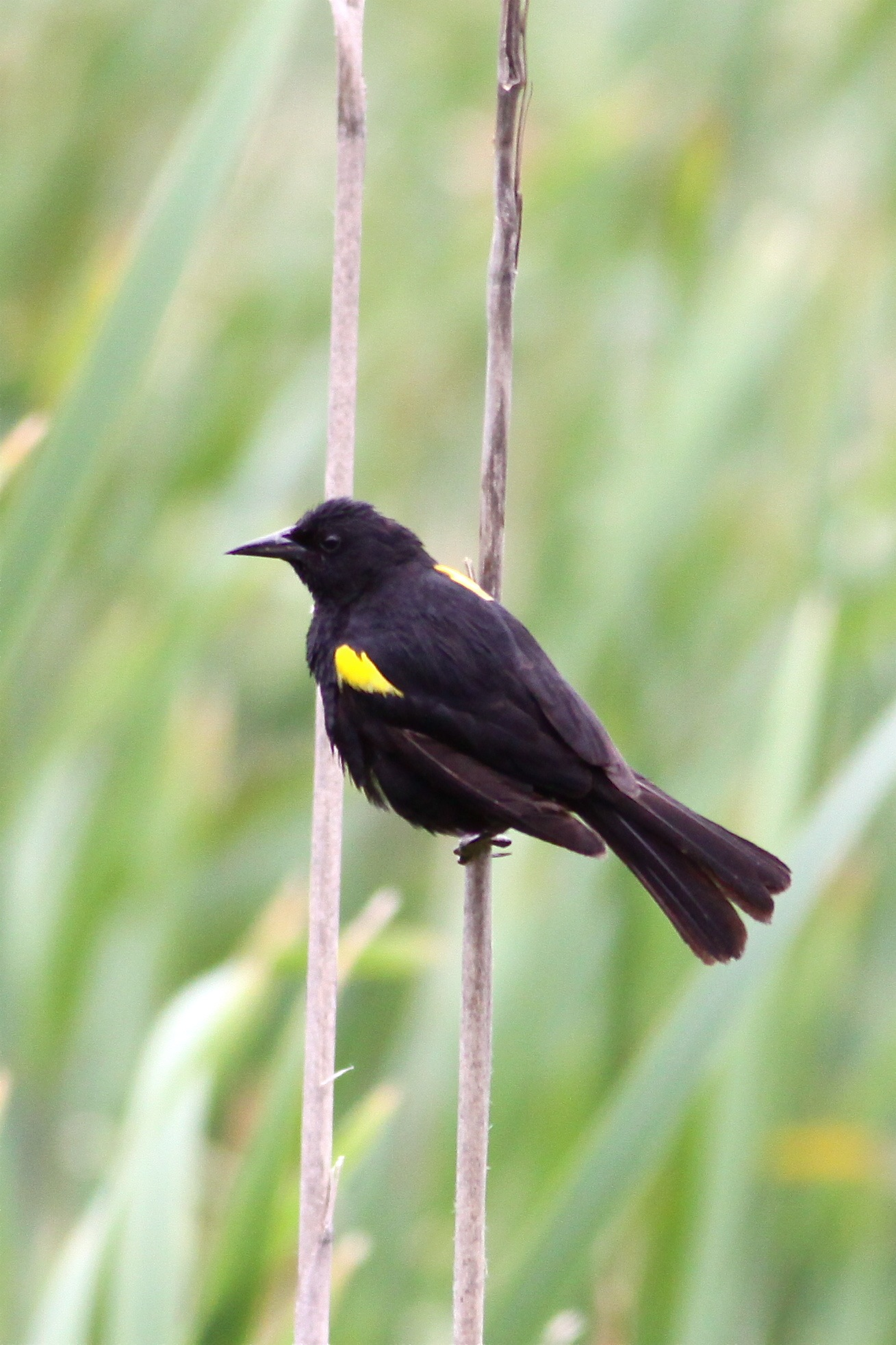
Trile macho (Agelaius thilius o Agelasticus thilius)

Durante el siglo XVIII, los jesuitas Miguel de Olivares, Andrés Febrés, Juan Ignacio Molina y Felipe Gómez de Vidaurre coincidieron en afirmar que el término se originaría en la voz chili —también escrita tchili, thili, thilli, thrile y tilí—, onomatopeya mapuche del canto del trile, palabra usada para llamar a este pájaro endémico de manchas amarillas en las alas, perteneciente a la familia de los Icteridae. Posteriormente, Stanislas-Marie-César Famin y Manuel Antonio Román Madariaga también se adscribieron a esta teoría:

La etimología de Chile [...] la cojen de una avecilla que solo se diferencia del tordo en que tiene los encuentros de las alas amarillos, y todo lo demás de su pluma negra como el tordo y casi de su tamaño, llamada tchili (Trile). Dicen unos que, preguntando los españoles a los indios cómo se llamaba la tierra, estaba este pajarito a la vista; y pensando que preguntaban por el ave, respondieron thili; y así la empezaron a llamar los españoles Chile, y hasta ahora así lo llaman y llamarán.
Historia de la Compañía de Jesús en Chile (1736).

Chili, ò thili. un pajarito negro, como tordo, con manchas amarillas en las alas: de este nombre opinan algunos, que los Españoles llamaron Chile à este Reyno.

Thili, ò chili. un tordito con manchas amarillas en las alas: de este nombre opinan algunos llamaron Chile à este Reyno los Españoles.
«Vocabulario Hispano-Chileno», Arte de la lengua general del Reyno de Chile (1765), pp. 448, 644 (ortografía original).

Muchos años antes que los Españoles conquistasen á Chile tenia este Reyno el nombre con que se le conoce en el dia; pero cuyas etimologias, segun quieren que sean los varios autores que han escrito de las cosas de América, ó son absolutamente falsas, ó se fundan en frivolas conjeturas. Con mucha mas verosimilitud pretenden los Chileños que se derive su nombre de la voz Chili que repiten con mucha freqüencia ciertos paxarillos del genero de los tordos, de que abunda el pais: porque pudo suceder, en efecto, que las primeras Hordas ó Aduares de Indios que pasaron á establecerse en aquellas tierras, tomasen por feliz agüero el oir esta voz en la boca de un paxarillo, y por lo mismo la escogiesen para denominar el pais que poblaban.
Libro 1, Compendio della Storia geografica, naturale e civile del Regno del Chili (1776, traducido al español en 1788), pp. 4-5 (ortografía original).

A este Reino le dio nombre de Nueva Estremadura su primer estable Conquistador, pero ha siempre prevalecido el que tenia antecedentemente a la entrada de los españoles [...] Me hace congeturar, que la denominación Chile venga del nombre con que [los indios] llaman una cierta especie de tordos, de que abunda el Reino sobre todas las otras aves que pueblan prodigiosamente el pais, llamándolos Thriles o Chiles porque la Th, particular de su alfabeto, la mudan muchas veces en chi, y siendo esta mas suave a la pronunciación española, se adaptaron a ella nuestros primeros españoles, y ellos también no hallándola en nada contraria a su nativo dialecto, la han abrazado usando de la voz «chile» en lugar de la dura pronunciación del Thrile, mas por el motivo de perfeccionar la propia lengua a que siempre anhelan, que por adulación a los españoles.
Capítulo 2, libro 1, Historia geográfica, natural y civil del Reino de Chile (1789), pp. 13, 15 (ortografía original).

Segun los naturales, y siguiendo la opinion del sabio Molina, este nombre se deriva del de ciertas aves de la familia de los tordos, muy comunes en este pais, y cuyo canto se parece mucho al sonido de la palabra chile ó chili (turdus ater, turdus thilius).
«Etimolojía», Historia de Chile (1839), pp. 1-2 (ortografía original).

En cuanto á la etimología de Chile [...], se deduce como lo más seguro y probable, que es el ave llamada ahora trile (xanthornus cayenensis), porque tal es su grito, y que, según las regiones, se pronunciaba trrile ó chile. También se decía trrili ó chili, y por eso algunos cronistas antiguos escribieron así también el nombre propio.
Diccionario de chilenismos y de otras voces y locuciones viciosas (1908-1911), p. 34 (ortografía original).

En contra de esta teoría estaban el cronista Vicente Carvallo y Goyeneche y José Pérez García, quienes afirmaron:

[O]tra [ridícula opinión] pretende que su derivacion le viene de la voz Chili, articulada de una ave de pluma negra con los encuentros de las alas amarillos, del tamaño de un tordo, a cuyo jénero pertenece, i le llaman Tilí.
Parte 2, capítulo 1, Descripcion historico-jeográfica del Reino de Chile (1796), (ortografía original).

Más frívolo aún me parece el motivo que dan otros al nombre de Chile, asentando le vino del pajarillo negro con una pinta amarilla en los encuentros de las alas, habitador de los pantanos, llamado Thilli.
Capítulo 7, tomo 1, Historia natural, militar, civil y sagrada del Reino de Chile (1810), p. 37-38 (ortografía original).

#### chilli(aimara)
A comienzos del siglo XX, y apoyado en diversas fuentes escritas —tales como crónicas (Historia general y natural de las Indias, islas y tierra-firme de la mar océano, del capitán Gonzalo Fernández de Oviedo, e Historia general del Reino de Chile, del cronista Diego de Rosales) y diccionarios, tanto de la lengua aimara (Vocabulario de la lengua aymara, de Ludovico Bertonio) como de la mapuche (Arte de la lengua general del Reyno de Chile y Chilidúgú, sive Tractatus linguae chilensis, de los lingüistas Andrés Febrés y Bernardo Havestadt, respectivamente)—, el académico de la lengua, intelectual y literato Miguel Luis Amunátegui Reyes afirmó que el topónimo provendría de la palabra aimara chilli ('donde se acaba la tierra').

En este tiempo llegó el capitán Gomez de Alvarado, e dixo quél avia passado adelante de aquella provinçia de Chile é Picones çiento çinqüenta leguas [...]; é que informándose de la tierra de adelante, supo é le dixeron [algunos indios] que estaba çerca de la fin del mundo, é le dieron la mesma notiçia quel adelantado se tenia antes que lo enviasse en Chile.
Capítulo 5, libro 47, tomo 4, parte 3, Historia general y natural de las Indias, islas y tierra-firme de la mar océano (1557), pp. 274-275 (ortografía original).

Terminos, o confines del mundo o region y tierra muy apartada: Thakhsi, thia, Chilli, Vraquena chillipa, vel Hiccanipa, Thakhsipa &c.

Chilli, thakhsi. Los confines del mundo: Hacca chillithà hacca chilli cama haqnaca ancha koyatánhua. Desde vn termino del mundo a otro todos los hõbres somos miserables.
Parte 1, p. 447, y Parte 2, p. 82, Vocabulario de la lengua aymara (1612), (ortografía original).

Los indios en su lengua siempre nombran este Reyno con esta palabra Chilli: y assi dicen Chilli-dugu, que significa la lengua de Chile, y Chilli-mapu, que quiere decir la tierra de Chile.
Capítulo 1, libro 2, tomo 1, Historia general del Reino de Chile: Flandes Indiano y Nueva Extremadura (1674), p. 186 (ortografía original).

Chili, ò chilli. nombre general de esta nacion, y Reyno: chilli dugu, ò mapu dugu. la lengua, ò idioma Chileno. Chillidugun, mapudugun. hablar esta lengua.
«Vocabulario Hispano-Chileno», Arte de la lengua general del Reyno de Chile (1765), p. 448 (ortografía original).

Chili, Chilli, Chile, Regnum Chilense.

Chili Che, Chilliche, Chilenus, Chilensis.
«Pars Quarta», Chilidúgú, sive Tractatus linguae chilensis (1777), p. 700 (ortografía original).

Basado en estas fuentes, Amunátegui Reyes concluyó que la voz aimara «[Chilli], por la forma i el significado, parece ser el primitivo de Chile [...] Esta etimolojía [...] merece ser considerada [puesto que] el significado de Chilli en aimará corresponde perfectamente a la situación del territorio comprendido entre los Andes i el Pacífico, el cual puede ser llamado con propiedad "lo mas [...] lejano de la tierra; el término o el confín del mundo". Otra prueba [...] que puede aducirse para manifestar que la forma primitiva de la palabra [...] era Chilli, i no Chili, es que muchos de los conquistadores la convirtieron en Chille, lo que no era natural que sucediese si esa forma hubiera sido Chili» (ortografía original).
Un partidario de esta teoría fue el escritor e investigador Benjamín Subercaseaux, quien en Chile o una loca geografía (1940) escribió «la palabra Chilli, en lengua aymará quiere decir: "donde se acaba la tierra" [...], el nombre que recibió este país fué el de Chili o Chile, como lo llamaron después [...] Chilli, "donde se acaba la tierra", decían los aymarás. Y tenían razón: a menos que sea donde comienza» (ortografía original).

### Antiguos hidrónimos indígenas

#### En el valle del Aconcagua

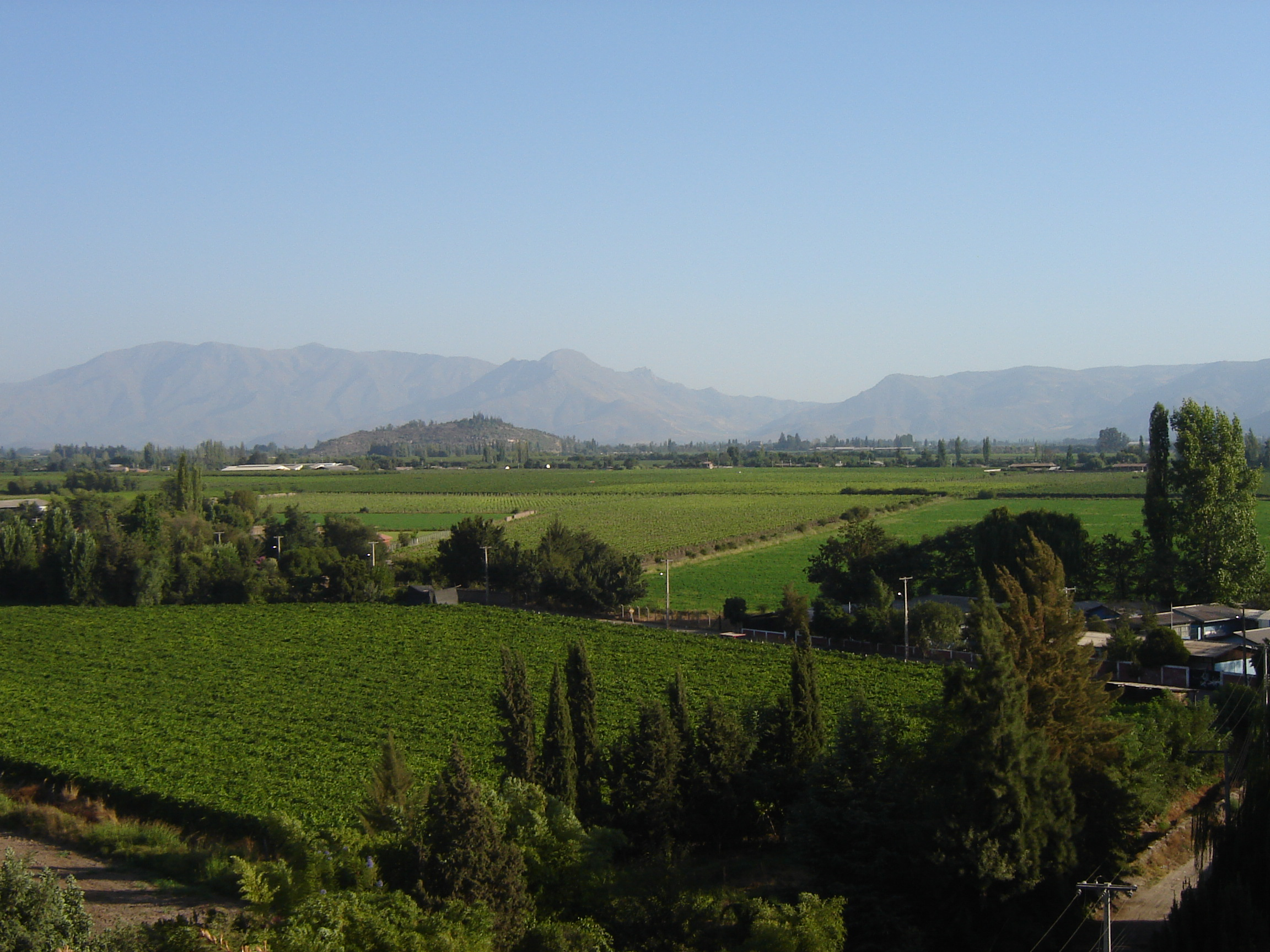
Vista del valle del Aconcagua

Durante los siglos XVII y XVIII, algunos de los primeros cronistas e historiadores, como Antonio de Herrera y Tordesillas, Miguel de Olivares y Vicente Carvallo y Goyeneche, afirmaron que el nombre se derivaría del vocablo Chille —también escrito Chile, Chili, Quile y Tchili—, antiguo hidrónimo en el valle del Aconcagua. Posteriormente, a esta hipótesis se adhirieron José Pérez García y Stanislas-Marie-César Famin, y también los autores de sendos diccionarios geográficos Francisco Astaburuaga y Luis Riso Patrón (1869-1930):

Y [Pedro de Valdivia] leuantó una casa fuerte en el valle de Quillota, que es el mismo [valle] de Chile [...] Aquella tierra toda la que llaman Chile, y por su propio nombre Chille, por un rio, que esta en el propio valle, assi dicho desde el tiempo de los Yngas, que de allí lleuaron mucho oro.
Década 7, libro 1, capítulos 5 y 6, Historia general de los hechos de los castellanos en las islas y tierra firme del mar océano (1601-1615), pp. 11-12 (ortografía original).

Otros dicen que el rio de Aconcagua [...] se llamaba tchili por haber muchos pájaros de éstos en sus orillas; i que, retirándose los indios del inga con el oro que llevaban a su señor, se encontraron con los españoles, i preguntándoles de donde traían el oro, respondieron que de tchili, entendiéndolo por este rio; i que de aquí se cojió el nombre de Chile, pronunciándolo a su modo.
Historia de la Compañía de Jesús en Chile (1736), (ortografía original).

El rio Aconcagua [...] de tiempo inmemorial se llama Chili, i dio su denominacion a las llanuras de Quillota, de donde se llevaban a la ciudad del Cuzco gruesas cantidades de oro, que jeneralmente se decia iban de Chile, i a mi ver de este principio vino que los españoles diesen este nombre a todo el país mudando la i en él. Ello es que los Araucanos al país de Quillota i de Aconcagua le llaman Chili-mapu, tierra de Chile, i al que comprende sus provincias no le dan esta denominacion; i al mismo tiempo nos dicen que su idioma es el Chili-dugu, lengua de Chile. [Esta denominación fue] tan afianzada, que aun habiéndole dado auténticamente su primer Gobernador la de Nueva Estremadura, en el Peru, en España, i en toda Europa, siempre i hasta hoi se le denominó Chile.
Parte 2, capítulo 1, Descripcion historico-jeográfica del Reino de Chile (1796), (ortografía original).

El nombre de Chile le tenia tan afianzado este reino desde antes que entraran en él con su conquista nuestros españoles, que aunque su primer gobernador don Pedro de Valdivia se le mudó el dia 12 de febrero de 1541 en el de Nueva Extremadura, siempre prosiguió [...] llamándose Chile. [Lo que] le dió á Chile ciertamente el nombre fué la provincia de Chile, que perdió el nombre por la de Quillota.
Capítulo 7, tomo 1, Historia natural, militar, civil y sagrada del Reino de Chile (1810), p. 37-38 (ortografía original).

Otros hacen derivar chili ó chile de quile, nombre indio del Rio-Quillota, uno de los principales rios del pais.
«Etimolojía», Historia de Chile (1839), pp. 1-2 (ortografía original).

Chile (Río). Nombre con que se conoció por los primeros españoles que entraron en Chile el río de Aconcagua, cuyo valle denominábase también de Chile.
Diccionario Geográfico de la República de Chile (1867), pp. 230.

Chile (Rio). 32°55’ 71°18’ Nombre con que se conoció por los primeros españoles que entraron a Chile el rio Aconcagua, cuyo valle denominábase también con aquel título.
"Jeneralidades", Diccionario jeográfico de Chile (1924), pp. 199 (ortografía original).

En contra de esta teoría, Felipe Gómez de Vidaurre argumentó que:

Quien otro pretende sacar su denominación de un rio; un otro de un valle así nombrado, pero esto [...] es insubsistente [pues] no viene (como 
se pretende) del nombre del primer valle conquistado por los españoles, ni del rio llamado con este nombre.
Capítulo 2, libro 1, Historia geográfica, natural y civil del Reino de Chile (1789), pp. 13, 15 (ortografía original).

#### En el valle del Chili
En el siglo XX, el arqueólogo Ricardo Latcham propuso que el término se debería a un grupo de indios mitimaes, trasplantado al «valle de Chile» por los incas luego de la expedición de conquista de fines del siglo XV, proveniente de la región de Arequipa, donde existe un río bautizado con ese nombre:

[...] los mitimaes trasplantados de la región de Arequipa dieron al valle que vinieron a ocupar el nombre de Chile, en recuerdo de su patria.

## Variantes y otras denominaciones

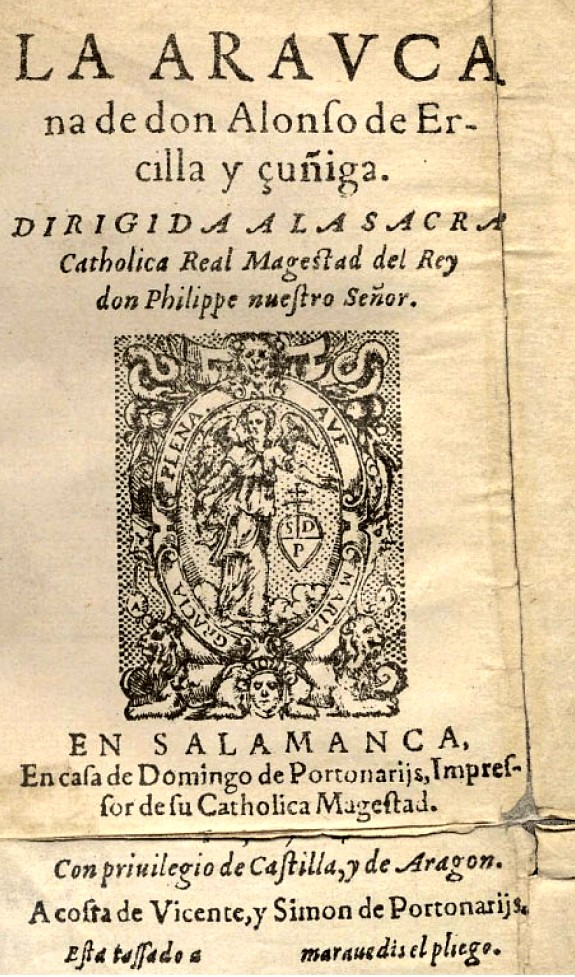
La segunda edición de la parte I de La Araucana, (1574), originalmente publicada en 1569

En su Apuntaciones lexicográficas (1908), Amunátegui Reyes indica que han existido cuatro variantes del topónimo para designar el país: «Chilli», «Chili», «Chille» y «Chile».

Los indíjenas continuaron pronunciando Chilli [...]

En cuanto a los españoles del siglo XVI, decían indiferentemente Chili o Chile, pero mas amenudo de este segundo modo que del primero.
 
Los que decían Chille fueron los menos numerosos.

[Alonso de Góngora Marmolejo] llama a nuestro pais alguna que otra vez Chile, pero con mucha mas frecuencia Chille.

Los mencionados no son los únicos españoles del siglo XVI que emplean la palabra Chille.

Si hai motivos tan poderosos para presumir que, antes de la venida de los europeos, los indíjenas pronunciaban Chilli, mas bien que Chili, es claro que han recurrido a un procedimiento erróneo los eruditos que han buscado la significación primitiva, suponiendo que esa palabra tenía la segunda de esas formas, en vez de la primera.

Agustín de Zárate, en su Historia del Perú, libro 3, dice Chili. Don Francisco López de Gomara, en su Historia de las Indias, dice unas veces Chili i otras Chile.

Herrera, en su Historia jeneral de las Indias, dice mui pocas veces Chili i muchas Chile [y algunas veces Chille].
 
Igual cosa sucede con las cartas de Pedro de Valdivia i con las actas del cabildo de Santiago.

El capitán Gonzalo Fernández de Oviedo i Valdés, en la Historia jeneral i natural de las Indias, i Pedro [de] Cieza de León, en la Crónica del Perú, dicen siempre Chile. Pero el que, entre todos, hubo de contribuir a que este nombre de Chile prevaleciera sobre el de Chili debió ser el ilustre autor de La Araucana[: Alonso de Ercilla].
Apuntaciones lexicográficas (1908), p. 63, 67, 68, 75-76 (ortografía original).

En la época de la conquista de Sudamérica, la «tierra de Nueva Extremadura» o bien «Nuevo Extremo» fue el nombre español dado a aquella región «más allá del lago Titicaca» y de la Gobernación de Nueva Toledo; su capital fue fundada el 12 de febrero de 1541 como Santiago de Nueva Extremadura por el conquistador extremeño Pedro de Valdivia.
Debido a lo anterior, la llamada Capitanía General de Chile fue conocida como «Nueva Extremadura» o «Reino de Nueva Extremadura» —como aparece en las actas del Cabildo de Santiago y en documentos oficiales—; sin embargo, tal denominación no prevaleció, siendo reemplazada por «Reino de Chile». Durante la época colonial, este territorio fue conocido en España y en el Virreinato del Perú como «Chile».

## Decretos
Después del periodo de la conquista española (1541-1598), el término «chileno» no se aplicó a los descendientes de europeos sino a los aborígenes; sin embargo, hacia fines del periodo colonial (1598-1810), y sobre todo durante la emancipación chilena, el término empezó a denominar a todos los habitantes del país, sin importar su raza. Esta práctica se generalizó tras la proclamación de la independencia de Chile —oficialmente llevada a cabo el 12 de febrero de 1818—, cuando se dictaron dos decretos que buscaron incentivar y promover el sentido de pertenencia nacional de los ciudadanos y afianzar la identidad del nuevo país.
El 3 de junio de 1818, el director supremo Bernardo O'Higgins decretó el uso del gentilicio «chilenos» en la documentación oficial para todos los nacidos en el territorio de Chile, incluidos los indígenas:

Decreto
Santiago, 3 de Junio de 1818.
Después de la gloriosa proclamación de nuestra independencia, sostenida con la sangre de sus defensores, sería vergonzoso permitir el uso de fórmulas inventadas por el sistema colonial. Una de ellas es denominar españoles a los que por su calidad no están mezclados con otras razas, que antiguamente se llamaban malas. Supuesto que ya no dependemos de España, no debemos llamarnos españoles sino Chilenos. En consecuencia, mando que en toda clase de informaciones judiciales, sean por vía de pruebas en causas criminales, de limpieza de sangre, en proclama de casamientos, en las partidas de bautismo, confirmaciones, matrimonios y entierros, en lugar de la cláusula: Español natural de tal parte, que hasta hoy se ha usado, se sustituya la de: Chileno natural de tal parte; observándose en lo demás la fórmula que distingue las clases; entendiéndose que respecto de los indios, no debe hacerse diferencia alguna, sino denominarlos Chilenos, según lo prevenido arriba. Transcríbase este Decreto al señor Gobernador del Obispado para que lo circule a los Curas de esta Diócesis, encargándoles su observancia y circúlese a las referidas corporaciones y Jueces del Estado: teniendo todos entendido, que su infracción dará una idea de poca adhesión al sistema de la América y será un suficiente mérito para formar un juicio indagatorio sobre la conducta política del desobediente, para aplicarle las penas a que se hiciere digno. Imprímase.
O'Higgins — Irisarri.
«Decreto del 3 de junio de 1818» (ortografía original).

El 30 de julio de 1824, el director supremo Ramón Freire promulgó el uso del topónimo «Chile» para designar oficialmente al país:

Decreto
Sustitucion de la voz Chile en lugar de la de Patria.
Conociendo el gobierno la importancia de nacionalizar cuanto mas se pueda los sentimientos de los chilenos; i advirtiendo que la voz patria, de que hasta aquí se ha usado en todos los actos civiles y militares, es demasiadamente vaga i abstracta, no individualiza la nación, ni puede producir un efecto tan popular como el nombre del país a que pertenecemos; deseando además conformarnos en esto con el uso de todas las naciones, he acordado, i decreto lo siguiente:
1°. En todos los actos civiles en que hasta aquí se ha usado de la voz patria, se usará en adelante de la de Chile.
2°. En todos los actos militares, i al quien vive de los centinelas, se contestará i usará de la voz Chile.
3°. El ministro de gobierno es encargado de la ejecución de este decreto, que circulará a quien corresponda, e insertará en el Boletín.
Freire — Francisco Antonio Pinto.
«Decreto del 30 de julio de 1824» (ortografía original).

## Importancia cultural
El topónimo «Chile», el gentilicio «chileno, -na» —entre las ediciones segunda (1783) y decimotercera (1899) del Diccionario de la lengua española, la Real Academia Española (RAE) prefirió la forma «chileño, -ña», que nunca tuvo uso en Chile; la voz «chileno, -na» fue admitida en la décima edición (1852) y, desde la decimocuarta edición (1914), ha sido la norma— y sus derivados han sido usados para nombrar:
| - Artes: Danza, música e instrumentos musicales - la cueca chilena o simplemente «cueca», también denominada «zamacueca chilena» o «chilena». - la chilena, nombre de un género musical originado en la cueca chilena y cultivado en la región de la Costa Chica de los estados mexicanos de Guerrero y Oaxaca. De este término se derivan el verbo «chilenear», bailar o cantar chilenas, y el adjetivo «chilenero». - la chilenera, nombre alternativo de la cueca centrina o cueca brava, término que se relaciona con el conjunto Los Chileneros. - «Chilenito», tonada del compositor argentino Agustín Irusta grabada por Libertad Lamarque el 2 de septiembre de 1926. - «Si vas para Chile», vals del músico Enrique Motto Arenas, más conocido como Chito Faró, compuesto en 1942 y estrenado en Brasil. - «Chile lindo», tonada de la musicóloga Clara Solovera compuesta en 1948. - «Viva Chile», tonada del compositor Luis Bahamonde. - el arpa chilena. - el guitarrón chileno. - el rabel chileno. - la nueva canción chilena. |
| - Biología: Zoología - razas desarrolladas en Chile - el caballo chileno. - el dogo chileno. - el terrier chileno. |
| - Ciencias sociales: Deporte - la chilena, término admitido por la RAE en la vigesimotercera edición de su diccionario (2014) y utilizado por la Federación Internacional de Fútbol Asociación (FIFA) en las ediciones en español de sus circulares, documentos, cibersitio y revista oficiales para denominar una jugada utilizada en el fútbol y sus deportes derivados. |
| - Gastronomía - la chilenita, un cóctel casero hecho con vino tinto, vermú blanco, cacao en polvo y una yema de huevo. - los chilenitos, especie de alfajor pequeño hecho de maicena y relleno de manjar. - la ensalada chilena o simplemente «chilena». - la torta chilena, nombre que recibe en Costa Rica la torta hecha con capas alternadas de hojaldre y manjar, cuya última capa está cubierta de azúcar. |
| - Geografía - Camino de los chilenos o Rastrillada de los chilenos, nombre de la ruta transitada que pasa por la Patagonia argentina y la Pampa. - Chilenia, nombre dado en 1984 a un antiguo microcontinente o terreno localizado en el centro de Chile y el oeste de Argentina. - Cordillera de los Chilenos, nombre de un cordón montañoso situado en la Región de Atacama. |
| - Historia - «Chile nuevo», nombre que recibió el boliviano departamento del Litoral en los inicios de la Guerra del Pacífico; la denominación «Chile viejo» se reservaba para el resto del país. - «La Chilena», nombre coloquial del monumento «El dolor ante la fatalidad», obra del escultor argentino Alberto Lagos en homenaje a los muertos en la tragedia de Alpatacal —ocurrida en la provincia de Mendoza (Argentina) el 7 de julio de 1927—. - la Estación Cadetes de Chile, nombre que recibió la Estación Alpatacal tras el mismo accidente. - la Radio Chilena, inaugurada el 26 de marzo de 1923, la primera radioemisora en emitir su señal en Chile. |
| - Lingüística - el ceacheí, chilenismo nacido del deletreo de las tres primeras letras del nombre «Chile», es un grito coreado que se utiliza para animar a algún representante chileno en eventos deportivos —también se usa en otras ocasiones, como celebraciones, manifestaciones o protestas—. - «chilenada», sustantivo provincial chilote usado a principios del siglo XX para denotar la «[a]cción que revela astucia, destreza, malicia, desparpajo». - «chileno», adjetivo provincial chilote usado a principios del siglo XX como sinónimo de «persona sagaz, astuta». - «¿chileno y bueno? ¡El que no se roba la mula se roba el freno!», frase proverbial usada por los recueros y trajinantes argentinos contra sus compañeros o rivales chilenos. - «el pago de Chile», expresión que se aplica «al mal pago [dado a los] buenos servidores» —equivalente a las locuciones «pagar en mala moneda», «pagar en tres plazos: tarde, mal y nunca» y «pagar mal una cosa»—. - «el sueldo de Chile», frase que alude a su principal producto comercial, el cobre. - «ir a Chile», «salir de Chile», «venir a Chile» y «volver de Chile», locuciones verbales usadas por «[quienes] entendían por Chile su ciudad capital, Santiago». - «si es chileno, es bueno», el lema de la empresa Fantuzzi. - la ortografía chilena, nombre que recibió la reforma ortográfica del español hablado en América creada por el lingüista venezolano Andrés Bello y el escritor colombiano Juan García del Río que fue oficialmente usada en Chile entre 1844 y 1927 —su uso también se extendió a Argentina, Colombia, Ecuador, Nicaragua y Venezuela—. |
| - Literatura - En Chile o una loca geografía (1940), del escritor e investigador Benjamín Subercaseaux, se lee: [...] el nombre que recibió este país fué [sic] el de Chili o Chile, como lo llamaron después. No nos podemos quejar; la palabra es fresca, matinal. No hay razón para decirlo, pero lo sentimos así [...] La palabra Chile tiene un sabor infantil, irresponsable, como el primer rayo de sol que pasa acariciando nuestra tierra en un amor rápido de amanecida, y que, de un vuelo, alcanza hasta el mar. |
| - Tecnología - el horno chileno. - el paquete chileno, nombre que recibe en algunos países una estafa en que fajos de papeles aparentan ser dinero. - el tostador chileno, utensilio de cocina creado alrededor de la década de 1920 y popularizado en la década de 1950. |
| - Unidades de la Armada de Chile - el bergantín El Chileno (1817). - la fragata Chile (1839). - el vapor Chile (1863). |